# Auersberg nördlich Hilders
Das Naturschutzgebiet Auersberg nördlich Hilders liegt auf dem Gebiet der Marktgemeinde Hilders im osthessischen Landkreis Fulda.
Das Gebiet erstreckt sich nördlich des Kernortes Hilders und westlich von Simmershausen, einem Ortsteil von Hilders. Westlich des Gebietes verläuft die B 278 und fließt die Ulster, ein linker Zufluss der Werra. Östlich erhebt sich der 756,8 Meter hohe Auersberg und verlaufen die Kreisstraße K 35 und die Landesgrenze zu Thüringen.

## Bedeutung
Das 64,5 ha große Gebiet steht seit dem Jahr 2013 unter der Kennung 1631045 unter Naturschutz.